# Майя Панджикідзе
Майя Панджікідзе (груз. მაია ფანჯიკიძე; нар. 16 жовтня 1960, Тбілісі) — грузинський дипломат і політичний діяч. Колишній вчитель німецької мови, вона приєдналась до грузинської дипломатичної служби в 1994 році і була призначений міністром закордонних справ 25 жовтня 2012.

## Біографія
Є дочкою письменника Гурама Панджікідзе (див. Гурам Панджикідзе). Отримала філологічне навчання в університетах Тбілісі і Єні, вона викладала німецьку в Тбілісі до приходу на дипломатичну службу в 1994 році. Велика частина її кар'єри була пов'язаний з грузинським посольством в Берліні. Коротко обіймала посаду заступника міністра закордонних справ в 2004 році і стала послом Грузії в Німеччині з 2004 до 2007 і в Нідерландах з 2007 до 2010.